# Интернет в Индонезии
Интернет в Индонезии является относительно новым видом коммуникаций. В Индонезии самый низкий уровень общего проникновения Интернета среди стран Юго-Восточной Азии; по данных Министерства связи Индонезии, в конце июня 2011 года в стране насчитывалось 45 миллионов интернет-пользователей, 64 % которых (28 миллионов пользователей) были в возрасте от 15 до 19 лет.
Для доступа в Интернет в Индонезии используются различные каналы связи, от ADSL до мобильного интернета. Согласно исследованию компании Nielsen, в июле 2011 года 48 % интернет-пользователей в Индонезии использовали мобильный телефон для доступа в Интернет, в то время как 13 % использовали другие портативные мультимедийные устройства.
При этом, согласно исследованию TNS, Индонезия занимает второе место в мире по числу пользователей сети Facebook и третье место по количеству пользователей Twitter. 87 % индонезийцев-пользователей Интернета имеют учетные записи в социальных сетях, но только 14 % посещают сайты социальных сетей ежедневно, что значительно ниже среднего мирового показателя (46 %). Ожидается, что по мере выпуска дешевых смартфонов Android, активность индонезийских интернет-пользователей будет также расти.
Данные Yahoo Net Index, опубликованные в июле 2011 года, свидетельствуют, что Интернет в Индонезии в качестве источника новостей занимает второе место после телевидения. 89 % пользователей подключены к социальным сетям, 72 % ведут веб-сёрфинг и 61 % читают новости в Интернете.
Интернет-провайдеры Индонезии используют ADSL — сеть компании PT Telkom. Пользователи ADSL обычно получают два отдельных счета: один — за пользование линией PT Telkom, другой — от Интернет-провайдера.
Все основные индонезийские сотовые GSM-операторы предлагают высокоскоростной мобильный интернет стандарта 3G, а также 3.5G HSDPA, но только в крупных городах (главным образом в Джакарте и Сурабае). Это компании Indosat, Telkomsel , Excelcomindo (XL). Кроме того, индонезийские CDMA-операторы Mobile8, Indosat, ОВОС, Smart и Telkom Flexi используют технологию EV-DO.